# Iasna Poleana, Vesele
Iasna Poleana (în ucraineană Ясна Поляна) este un sat în așezarea urbană Vesele din raionul Vesele, regiunea Zaporijjea, Ucraina.

## Demografie
Componența lingvistică a localității Iasna Poleana
     Ucraineană (61,43%)
     Rusă (24,29%)
Conform recensământului din 2001, majoritatea populației localității Iasna Poleana era vorbitoare de ucraineană (61,43%), existând în minoritate și vorbitori de rusă (24,29%) și armeană (13,81%).